# Gabriela Drăgoi
Gabriela Drăgoi (née le 28 août 1992 à Buzău) est une gymnaste artistique roumaine.

## Biographie
Gabriela Drăgoi remporte aux Jeux olympiques d'été de 2008 à Pékin la médaille de bronze du concours général par équipe.
Elle termine aussi cinquième à la poutre.

## Palmarès

### Jeux olympiques
- Pékin 2008
  -  médaille de bronze au concours général par équipes.

### Championnats d'Europe
- Milan 2009
  -  médaille de bronze à la poutre.
- Clermont-Ferrand 2008
  -  médaille d'or au concours général par équipes.